# 邮政资费
邮政资费简称邮资，是寄送邮件付出的费用。一般邮政资费的载体是邮票，除了購買郵票之外，亦有直接至郵局付款，或購買其他載體以預付郵資的方式，例如購買明信片、回郵信封等等。
还有一些已经印有邮票图案，即已经包含邮资的邮件载体，包括邮资封、邮资信卡和邮资明信片等。